# Happy Days (musikgrupp)
Happy Days är en amerikansk musikgrupp inom genren depressive suicidal black metal. Gruppen bildades 2004 och tog sitt namn efter TV-serien Happy Days. Gruppens låtar behandlar ämnen som depression, självmord, ensamhet och misantropi.

## Medlemmar
Nuvarande medlemmar
- A. Morbid – sång, gitarr, basgitarr, keyboard (2004–)
- Kenny Cameron – gitarr (2019–)

Tidigare medlemmar
- Karmageddon – trummor (2008–2015)
- Devastation – trummor (2015–?)

## Diskografi
Studioalbum
- Melancholic Memories (2008)
- Defeated by Life (2008)
- Happiness Stops Here... (2009)
- Cause of Death: Life (2012)
- Save Yourself (2016)